# Kasey James
Kurt Sellers (Belvidere, 20 marzo 1982) è un ex wrestler statunitense meglio noto per i suoi trascorsi nella World Wrestling Entertainment dove lottava con il ringname KC James in coppia con Idol Stevens.

## Storia

### World Wrestling Entertainment (2006–2008)
Dopo aver combattuto nella Ohio Valley Wrestling e aver vinto una volta l'OVW Television Championship e cinque volte l'OVW Southern Tag Team Championship (una con Roadkill e quattro con Kassidy James), Sellers venne promosso nel roster principale, dove debuttò il 4 agosto 2006 a SmackDown! facendo coppia con Idol Stevens. I due, accompagnati da Michelle McCool, sconfissero la coppia formata da Funaki e Scotty 2 Hotty grazie all'aiuto della stessa Michelle.
La settimana successiva, a SmackDown!, James e Stevens sconfissero i WWE Tag Team Champions Paul London e Brian Kendrick in un match non titolato. Nella puntata di SmackDown! del 18 agosto James e Stevens attaccarono nuovamente i campioni di coppia.
Dopo una serie di vittorie in match non titolati contro i campioni, James e Stevens vennero sconfitti da London e Kendrick l'8 ottobre a No Mercy, fallendo l'assalto al WWE Tag Team Championship.
Nel 2007, con l'infortunio di Michelle McCool, James e Stevens tornarono in OVW.
Sellers venne rilasciato dalla WWE l'8 agosto 2008.

### Ritorno in IWA
Sellers tornò in seguito nella International Wrestling Association il 6 settembre 2008 attaccando Savio Vega.
Il 12 dicembre 2008 Sellers si è ufficialmente ritirato dal mondo del wrestling.

## Personaggio

### Mosse finali
- Sitout spinebuster

### Manager
- Kenny Bolin
- Michelle McCool
- Mini-B

## Titoli e riconoscimenti
- International Wrestling Association
  - IWA Intercontinental Heavyweight Championship (1)
  - IWA World Tag Team Championship (3) – con Chet Jablonski (2) e Glamour Boy Shane (1)
- North American Wrestling Federation
  - NAWF North American Championship (1)
- Ohio Valley Wrestling
  - OVW Southern Tag Team Championship (5) – con Kassidy James (4) e Roadkill (1)
  - OVW Television Championship (1)